# Aphaenogaster oligocenica
Aphaenogaster oligocenica är en myrart som beskrevs av Wheeler 1915. Aphaenogaster oligocenica ingår i släktet Aphaenogaster och familjen myror. Inga underarter finns listade i Catalogue of Life.